# Henarejos (kommunhuvudort)
Henarejos är en kommunhuvudort i Spanien.   Den ligger i provinsen Provincia de Cuenca och regionen Kastilien-La Mancha, i den centrala delen av landet, 200 km öster om huvudstaden Madrid. Henarejos ligger 1 084 meter över havet och antalet invånare är 244.
Terrängen runt Henarejos är kuperad åt sydväst, men åt nordost är den platt.  Trakten runt Henarejos är nära nog obefolkad, med mindre än två invånare per kvadratkilometer. Närmaste större samhälle är Landete, 10,6 km öster om Henarejos. Omgivningarna runt Henarejos är i huvudsak ett öppet busklandskap.